# 布恒更科
布恒更科（ぬのつねさらしな）は、東京都品川区南大井三丁目にある1963年（昭和38年）創業のそば屋。

## 概要
布恒更科は、麻布永坂更科（現・更科堀井）一門の店である。更科堀井の創業は1789年（寛政元年）、信州出身で信州特産晒布の保科家御用布屋だった八代目清右衛門が、領主保科兵部少輔からそば打ちがうまいのを見込まれ、布屋よりも蕎麦屋の方が良いのではと勧められ、麻布永坂町の保科家の江戸屋敷そばに、そば屋「信州更科蕎麦所 布屋太兵衛」を創業したのが始まり。
当初は、大名屋敷や寺院などに出入していたが、明治時代半ばの最盛期には、皇室や宮家などにも出前を届けた。明治時代後期に、麻布永坂更科で板前をしていた伊島昇太郎は、日本橋に「三代町支店」を出店した。のちに有楽町に移転したが震災で倒壊し、「尾張町支店（後の銀座更科）」を出店した。
昇太郎には長男文雄、二男恒次郎（後の初代布恒更科）がいた。恒次郎は、戦後の混乱期に有楽町で何でも屋を営んでいたが、1952年（昭和27年）、江ノ島にそば屋を一時出して閉店、10年ほど後の1963年（昭和38年）、品川区南大井（現在地）に、初代布屋恒次郎「布恒更科」を開店した。

## 沿革

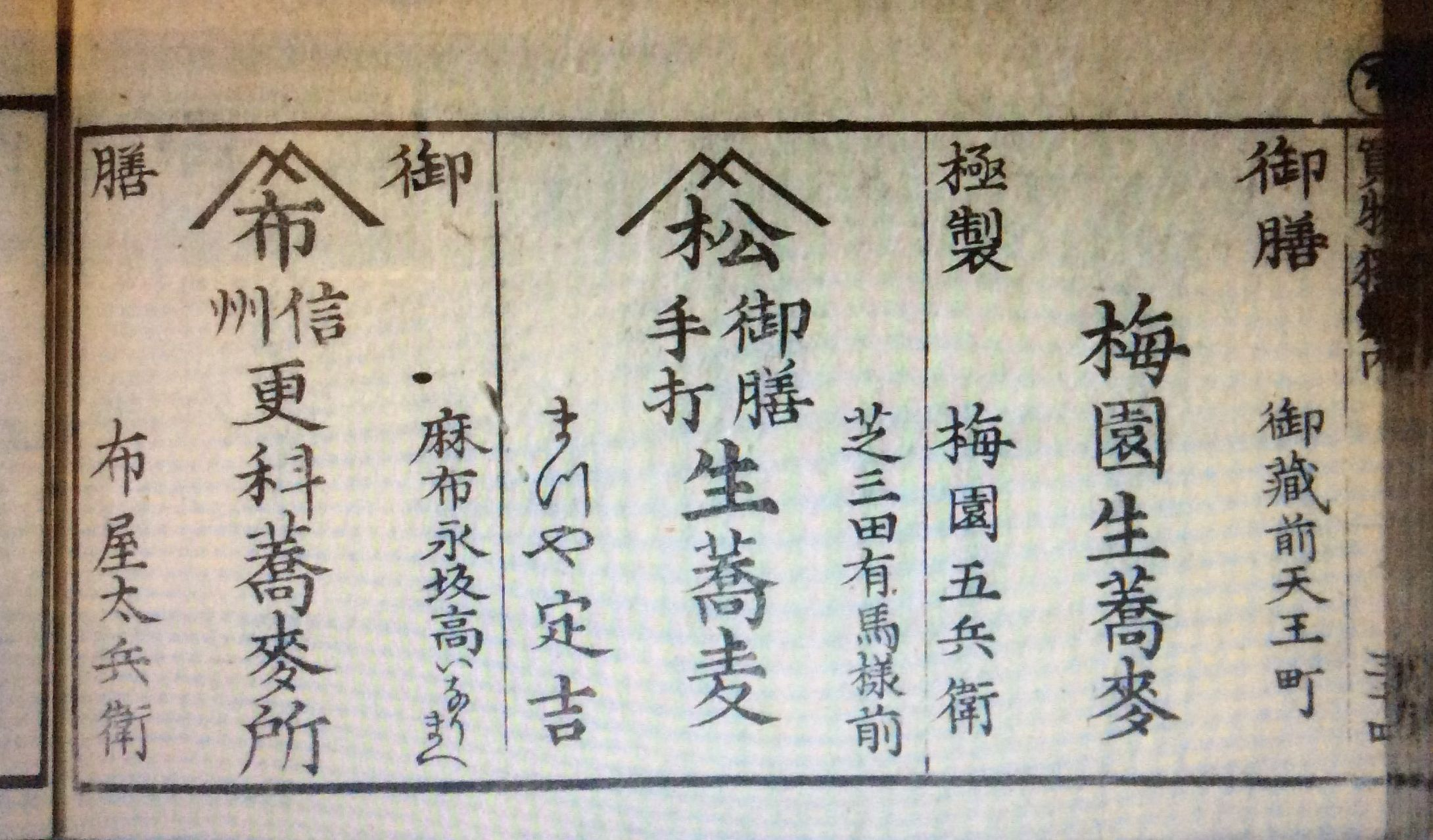
文政7年（1824年）、『江戸買物独案内』、名物そば屋（御膳蕎麦所）より

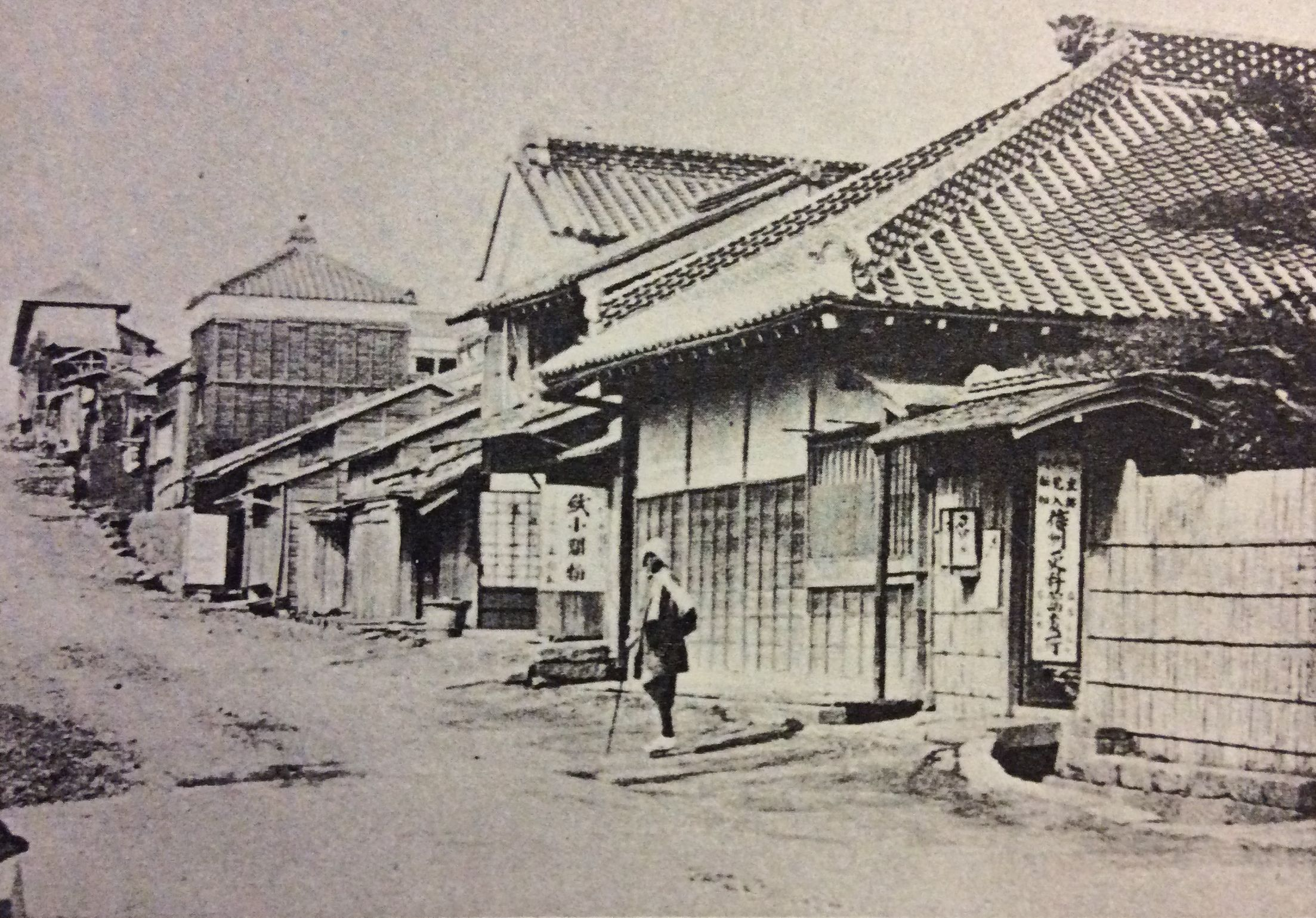
明治10年（1877年）頃、『一億人の昭和史 明治上』、明治10年頃の永坂更科より

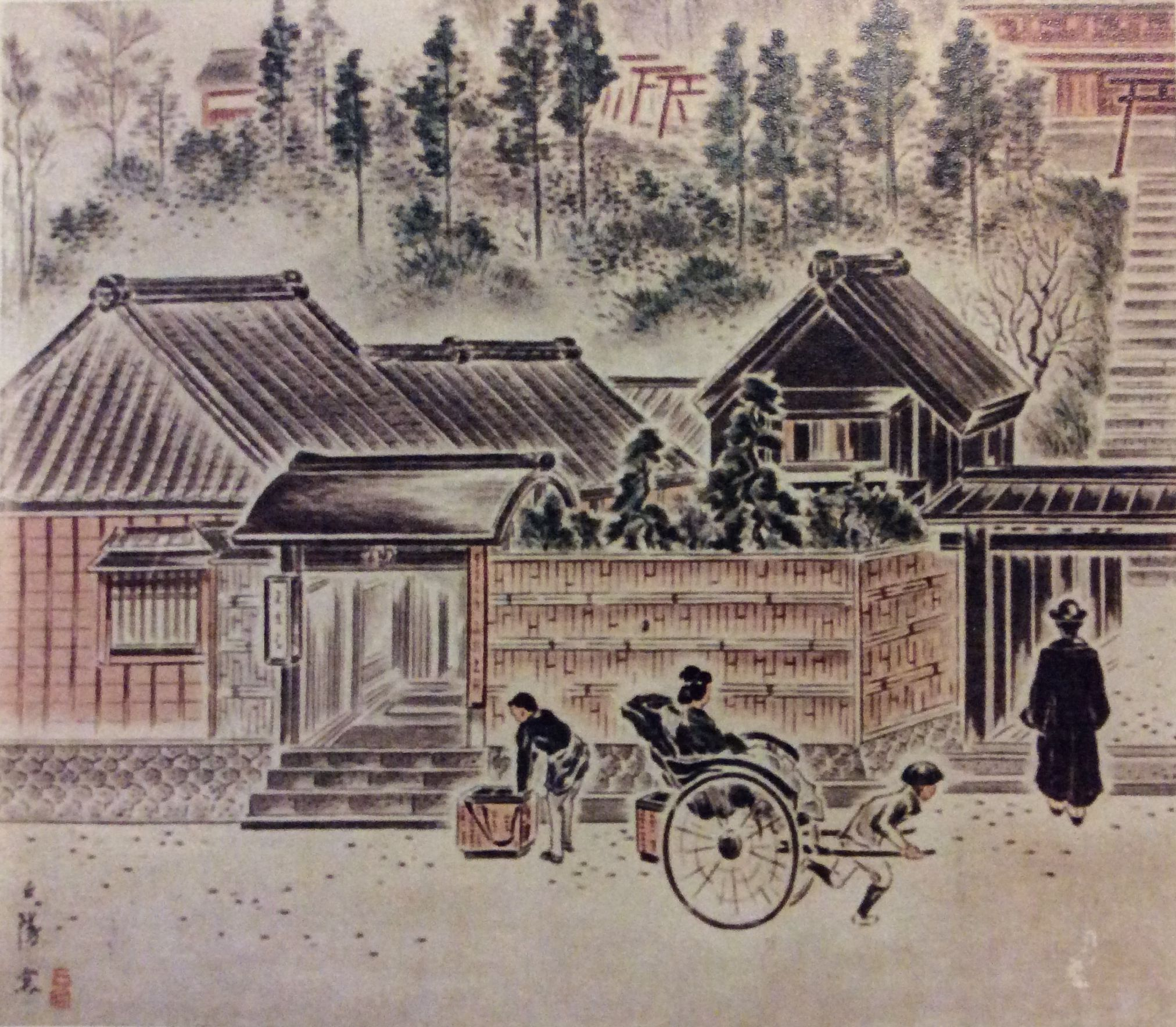
明治31年（1898年）頃、『永坂町更科蕎麦店の図』（山本松谷画）より

- 1789年（寛政元年） - 堀井家は信州高遠の保科松平家の御用布屋で、信州特産の晒布を持ち保科家の江戸屋敷に出入していた。初代は布屋太兵衛（堀井清助）といい、麻布1番通り竹屋町にある保科家の屋敷の長屋に滞在を許されていた。八代目堀井清右衛門（現「更科堀井」初代布屋太兵衛）のとき、御領主からそば打ちがうまいのを見込まれ、布屋よりも蕎麦屋の方が良いのではと勧められ、麻布永坂町の高稲荷下に「信州更科蕎麦所 布屋太兵衛」の看板を掲げた[5]。
- 1824年（文政7年） - 『江戸買物独案内 飲食之部』、名物そば屋（御膳蕎麦処）、18軒に、「信州 更科蕎麦所 麻布永坂高いなりまえ 布屋太兵衛」が挙げられている[2]。
- 1848年（嘉永元年） - 『江戸名物酒飯手引草』には、120軒のそば屋の中の「更科」の屋号6軒中に「更科生そば麻布永坂町布袋屋太兵衛」と誤って挙げられている。
- 1858年（安政6年） - 本店四代目布屋太兵衛没。
- 1869年（明治2年） - 麻布永坂更科は神田錦町に初代堀井丈太郎「神田錦町分店」を開店した。創業以来五代目に至るまで、一軒も支店を出していなかった。一門の古いしきたりで、暖簾分けには分店と支店のふた通りがあった。分店と名乗れるのは本家の子どもが新たに出した店の場合に限られた。
- 1873年（明治6年） - 本店五代目布屋松之助没。
- 1875年（明治8年） - 名字必称の令により、屋号「布屋」から「堀井」と改め、六代目堀井松之助となる。
- 1879年（明治12年） - 伊島昇太郎生まれる。その後、昇太郎は、麻布に住んでいた縁もあり、子どもの頃に麻布永坂更科で修行した。

明治31年の麻布永坂町の蕎麦店「更科」
- 1902年（明治35年） - 麻布永坂更科の四代目布屋太兵衛の妻ともの弟で、麻布永坂更科で帳簿付けをしていた藤村源三郎は日本橋三代町（現・日本橋兜町）に初代布屋源三郎「有楽町更科」を開店した。看板は「信州更科蕎麦処布屋源三郎」である。源三郎は、そば職人としての修行はしていない、また、子ども運も悪く、店を任せるものがいなかった。そこで、麻布永坂更科で板前をしていた伊島昇太郎が、日本橋の「三代町支店」に送り込まれた。
- 1905年（明治38年） - 伊島昇太郎に長男文雄が生まれる。
- 1912年（明治45年） - 伊島昇太郎は、丸ノ内にオープンした帝国劇場にも売店を出した。
- 1922年（大正11年） - 日本橋の「三代町支店」を有楽町に移転した。丸の内附近の都市計画の情報を聞き込んでいた。
- 1923年（大正12年）9月 - 関東大震災により、新築したばかりの有楽町の店が倒壊した。
- 1924年（大正13年） - 仮店舗「尾張町支店（後の銀座更科）」を出店した。
- 1925年（大正14年） - 有楽町の「尾張町支店」を再建した。その後、「尾張町支店」は「有楽町」で修行していた根本安を、二女の婿養子として伊島姓にして運営を任せた。「銀座更科」の主人、伊島定夫はその二代目である。
- 1930年（昭和5年） - 不景気のどん底の年で、更科一門もそばの値段を下げた。この時の麻布永坂更科一門は、麻布永坂本店、下谷池之端仲町分店、神田錦町分店、牛込通寺町支店、芝二本榎西町支店、府下品川町歩行新宿支店、京橋区尾張町支店、麹町区有楽町支店の8店だが、尾張町と有楽町は同経営者なので全部で7店で、巷間「更科お七軒様」と呼ばれていた。
- 1933年（昭和8年） - 伊島昇太郎の長男文雄が急逝。文雄の長男和夫は3歳で戸主になれない。昇太郎が形式上離婚して伊島家から出て藤村姓になる。そのため、布屋源三郎は、二代目文雄、三代目昇太郎、四代目和夫となり、親子が逆になる。
- 1935年（昭和10年） - 伊島昇太郎は日比谷公園内に売店を出し、二男の伊島恒次郎（後の初代布恒更科）に任せた。
- 1936年（昭和11年） - 本店堀井良造（後の本店八代目）生まれる。
- 1941年（昭和16年） - 本店七代目堀井保のとき、大正末期から昭和初期にかけての、関東大震災、国内外の金融恐慌、堀井家が出資していた麻布銀行の倒産等の影響により廃業に追い込まれる。本店の廃業とともに、廃業する支店も多く出て、「錦町」と「有楽町」の支店のみとなる。本店危機にさいして、親族、一門が集まった時、血縁関係から錦町が本店を継ぐのが筋ではないかという話も出たが、二代目堀井亀雄は「店は錦町一軒だけで十分」といって断り、本店七代目堀井保の身柄を引取った。
- 1942年（昭和17年） - 大東亜戦争で永坂の店が焼失、本店の堀井良造と母きん、良造のきょうだい2人で麻布を去る。
- 1949年（昭和24年） - 伊島節（後の三代目）生まれる。
- 1950年（昭和25年）
  - 戦時中の強制疎開と戦災で店を失っていた有楽町の「尾張町支店」が再開され、後に、銀座と築地の2店となり、店名も「銀座更科」にあらためられた。藤村昇太郎はそば屋業界の長老としても活躍し、「有楽町」は東京の「更科」を代表する名店となった。
  - 尾張町支店の隣の土地で、二男伊島恒次郎はしばらく「何でも屋」のようなことをやっていた。その後、所有地を拡張するなど、本業のそば屋以外で活躍した。
- 1952年（昭和27年） - 江ノ島にそば屋を出し、しばらく営業して閉店した。その後、10年程のそば屋から離れていた。
- 1959年（昭和34年） - 藤村昇太郎は79歳で亡くなる。
- 1963年（昭和38年） - 二男伊島恒次郎は一門の「布屋」を名乗り、品川区南大井（現在地）でそば屋を再開した、初代布屋恒次郎「布恒更科」である。
- 1965年（昭和40年） - 藤村昇太郎の跡を継いだ四代目布屋源三郎（藤村和夫）は店をビル化する。
- 1967年（昭和42年） - 初代伊島恒次郎没。恒次郎には息子が4人いたが、二代目布屋恒次郎には三男伊島忍が跡を継いだ。
- 1969年（昭和44年） - 四男伊島節は、長男昇が上野で開いていたそば屋を手伝っていた。
- 1970年（昭和45年） - 二代目布屋恒次郎（伊島忍）は事故のため急逝。忍の急死により、三代目布屋恒次郎には四男伊島節が跡を継いだ。
- 1972年（昭和47年） - 四代目布屋源三郎（藤村和夫）は麹町にも支店を出す。
- 1994年（平成6年） - 四代目布屋源三郎の「有楽町」は後継者がなく閉店した。
- 1995年（平成7年） - 四代目布屋源三郎の「銀座本店」は事情があって売却。その後、池袋東武デパート内に移転した後、店を閉じた。
- 1997年（平成9年） - 四代目布屋源三郎の「麹町支店」も後継者がなく閉店した。
- 2004年（平成16年）6月 - 四代目布屋恒次郎（長男伊島始）は、築地に「布恒更科」を開店した。
- 2013年（平成25年） - 三代目布屋恒次郎（伊島節）没。大井 布垣更科は五代目布屋恒次郎は二男伊島巧が継いだ。

「節句蕎麦」が楽しめる『布恒更科』

## 店舗情報
大井 布恒更科
- 東京都品川区南大井３丁目１８−８
- 営業日　月曜 - 土曜日、祝日（昼のみ）
- 営業時間 午前11時30分 - 午後3時、午後5時 - 午後8時
- 休業日 日曜日

築地 布恒更科
- 東京都中央区築地２丁目１５−２０
- 営業日 月曜 - 土曜日
- 営業時間 午前11時 - 午後3時、午後5時 - 午後9時、土曜日 午前11時 - 午後3時
- 休業日 日曜日、祝日

## 交通アクセス
鉄道
- JR京浜東北線 - 大森駅より徒歩10分。
- 京浜急行 - 大森海岸駅より徒歩5分。

## ギャラリー
- 「大井 布恒更科」の店内（2016年3月8日撮影）
- 「大井 布恒更科」の店内（2016年3月8日撮影）
- 「変わりそば 桜の葉切りそば」（2016年3月8日撮影）
- 「築地 布恒更科」の外観（2016年3月8日撮影）